# Кольонія-Галковиці
Кольонія-Галковиці (пол. Kolonia Gałkowice) — село в Польщі, у гміні Двікози Сандомирського повіту Свентокшиського воєводства.
Населення — 66 осіб (2011).
У 1975-1998 роках село належало до Тарнобжезького воєводства.

## Демографія
Демографічна структура на день 31 березня 2011 року:
|          | Загалом | Допрацездатний вік | Працездатний вік | Постпрацездатний вік |
| -------- | ------- | ------------------ | ---------------- | -------------------- |
| Чоловіки | 33      | 4                  | 25               | 4                    |
| Жінки    | 33      | 5                  | 19               | 9                    |
| Разом    | 66      | 9                  | 44               | 13                   |